# Нижня Пеша
Нижня Пеша (ненец. Тасий Песты, рос. Нижняя Пеша) — село у Заполярному районі Ненецького автономного округу Архангельської області Російської Федерації.
Населення становить 718 осіб (2010). Входить до складу муніципального утворення Пешська сільрада.

## Історія
До 1920-их років населений пункт належав до Архангельської губернії. Від 1929 року належить до Ненецького автономного округу, від 2005 — новоутвореного Заполярного району. Згідно із законом від 24 лютого 2005 року органом місцевого самоврядування є Пешська сільрада.

## Населення
| 1897 | 1922 | 2002 | 2010 |
| ---- | ---- | ---- | ---- |
| 80   | ↗186 | ↗642 | ↗718 |